# Mixaleyrodes polystichi
Mixaleyrodes polystichi là một loài côn trùng cánh nửa trong họ Aleyrodidae, phân họ Aleyrodinae.
Mixaleyrodes polystichi được Takahashi miêu tả khoa học đầu tiên năm 1936.